# René Dassé
René Dassé, né le 31 décembre 1925 à Dax et mort le 28 juin 2003 dans la même ville, est un dirigeant français de rugby à XV.
Il préside le club de l'US Dax pendant environ 20 ans dans les années 1960 et 1970.

## Biographie
Né le 31 décembre 1925 à Dax, René Dassé intègre l'US Dax très jeune par l'intermédiaire de son environnement familial. Son père Ernest Dassé préside en effet la section natation du club omnisports, au sein de laquelle ses frères Jean, Henri et André sont par ailleurs licenciés. René pratique quant à lui parmi les équipes de jeunes de rugby.
Victime d'une balle perdue à la fin de la Seconde Guerre mondiale, il est gravement blessé et perd un rein. Après la guerre, il est contraint de mettre fin à sa carrière sportive, mais choisit de rester au club en intégrant l'équipe dirigeante. Il devient président de la commission du rugby en 1957. À l'issue de la saison 1957-1958, il prend la présidence du club de rugby, d'après le souhait de son prédécesseur Didier Castex ; il est entouré pendant une année de transition par d'« anciens » cadres du club avant de constituer sa propre équipe dirigeante. En parallèle, il prend la tête de la présidence générale du club omnisports en 1960, succédant à Pierre Marque,.
Dassé occupe par ailleurs des hauts postes dans d'autres organismes du rugby français en dehors de la cité landaise. Il occupe la présidence du comité Côte basque en 1966, puis la vice-présidence de la Fédération française de rugby qu'il quittera en 1976.
Homme d'affaires en dehors du monde du rugby, il possède une société de bâtiments préfabriqués créée par ses soins en 1954 dans la ville landaise de Castets,.
En 1976, Gaston Lesbats lui succède à la présidence du comité Côte basque,. Il passe le relais en 1980 à Paul Lasaosa à la tête du club omnisports,, un an après avoir fait de même auprès du club de rugby,.
Dassé meurt le 28 juin 2003 dans sa ville natale,.